# Kelvinvåg

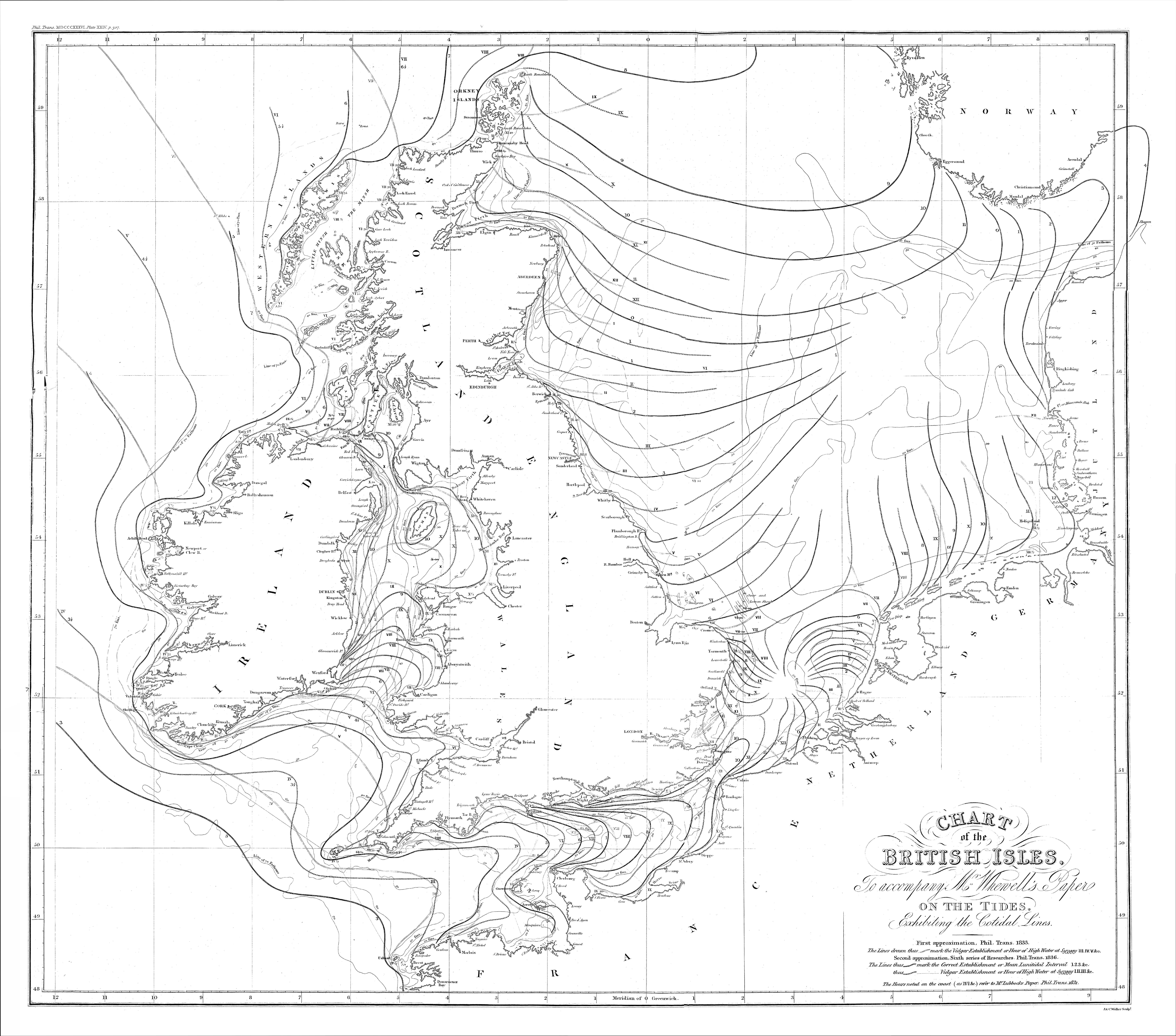
William Whewells karta över vattnen kring Brittiska öarna från 1836. Linjerna (amfidromer) sammanbinder punkter där tidvattenvågen befinner sig varje halvtimme (heltimmarna längre och tjockare). I norra Engelska kanalen en tydlig amfidromisk punkt och även så i Nordsjön väster om Danmark. Tidvattnet i övriga Engelska kanalen och i Irländska sjön fungerar mer som i estuarier.

Kelvinvåg är en geostrofisk våg i atmosfären eller havet som balanserar corioliskraften mot en topografisk gräns som till exempel en kustlinje. Karaktäriserande för en Kelvinvåg är att den är icke-dispersiv, det vill säga vågtopparnas fashastighet sammanfaller med vågenergins grupphastighet vid samtliga frekvenser. Företeelsen beskrevs av William Whewell 1836, men är uppkallad efter William Thomson (från 1892 Lord Kelvin) som förklarade den 1879.
I havet fortplantar sig Kelvinvågor norrut på havets östra strand och söderut på havets västra strand (moturs kring ett centrum kallat "amfidromisk punkt") på norra halvklotet. På det södra halvklotet gäller det omvända. I atmosfären fortplantar de sig åt öster på norra halvklotet.
En ekvatoriell Kelvinvåg är en särskild form av Kelvinvåg som balanserar Corioliskraften på norra halvklotet mot den på södra halvklotet. Denna sorts Kelvinvåg existerar alltså endast vid ekvatorn där den alltid fortplantar sig österut.

## Andra betydelser
Kelvinvåg (engelska: Kelvin wave) skall ej blandas samman med den "kelvinvåg" (engelska:Kelvin balance) som konstruerades av Lord Kelvin och som är en typ av strömvåg, det vill säga ett mätinstrument för bestämning av elektrisk strömstyrka.